# Onderwijsontwikkelaar
Een onderwijsontwikkelaar is iemand die producten voor het onderwijs voortbrengt, zoals leerstof (de verzameling van alle leermaterialen die een lerende dient te bestuderen).

## Taken
De taken van de onderwijsontwikkelaar, niet te verwarren met een onderwijsontwerper of leerplanontwikkelaar of onderwijsarchitect, zijn gericht op het ontwerpen en ontwikkelen van onderwijsmaterialen. In deze strikte betekenis houdt een onderwijsontwikkelaar zich niet bezig met het ontwerpen van het organiseren van het onderwijs (onderwijsvormen, onderwijsmethoden, werkvormen). De onderwijsontwikkelaar kan wel via het produceren van onderwijsmaterialen de realisatie van deze onderwijsontwerpen ondersteunen.. Onderwijsmaterialen kunnen bijvoorbeeld zijn: leerboeken, lesbrieven, onderwijsfilms, software, websites, elo's en games De onderwijsontwikkelaar heeft vaak ervaring met lesgeven aangevuld met deskundigheid op een bepaald domein binnen het onderwijs. Als deze deskundigheid zich richt op ICT, dan kan de onderwijsontwikkelaar zich ontwikkelen tot onderwijstechnoloog. Als de onderwijsontwikkelaar zich meer en meer bezighoudt met het ontwerpen van onderwijs, dan kan hij zich ontwikkelen tot onderwijsarchitect.

## Praktijk
De onderwijsontwikkelaar start zijn werk meestal vanuit hobbyisme en/of als onderdeel van zijn rol als docent (zie bekwaamheid van een docent in de Wet op de beroepen in het onderwijs). In een professionele setting zal de onderwijsontwikkelaar ontwikkelen vanuit een onderwijsontwerp en er bij de bouw van uitgaan hoe de onderwijsmaterialen worden "uitgegeven". In dat geval dient de onderwijsontwikkelaar vooraf te achterhalen welke eisen de uitgever aan zijn producten stelt en welke functies en onderwijsmodel de onderwijsontwerper voor ogen heeft. Ook dient vast gesteld te worden op welk medium de materialen worden ontwikkeld en uitgebracht. Vaak zal in een professionele ontwikkeltraject de gewenste procedure zijn beschreven in een handboek of een kookboekmodel. Een prototype wordt door de onderwijsontwikkelaar ingezet om de opdrachtgever vooraf te polsen of de wensen duidelijk zijn overgekomen.